# Большая Тарловка
 Большая Тарловка  (тат. Олы Тарлау) — деревня в Елабужском районе Татарстана. Входит в состав Большекачкинского сельского поселения. В документах конца XVIII века иногда упоминается под называнием Старая Тарловка.

## География
Находится в северной части Татарстана у северной окраины районного центра города Елабуга.

## История
Известна с 1646 года, когда здесь было 36 дворов и 131 ревизская душа. С момента основания входила в состав Елабужской дворцовой волости, которая в конце XVIII века была преобразована в Качкинский удельный приказ. Жители деревни относились сначала к категории дворцовых крестьян, затем к категории удельных крестьян. В годы коллективизации в деревне организован колхоз «Кирпич». По данным на 1956 года здесь работал колхоз имени Фрунзе.

## Население
Постоянных жителей было в 1859 году — 769, 1891—881, 1926—955, 1989 — 69. Постоянное население составляло 6 человек (русские 83 %) в 2002 году, 33 в 2010.